# Kuçova
Kuçova kisváros Albánia középső részén, Berat közelében. Lakossága mintegy 18 100 fő (2006, becslés). Jelentős iparváros, a kommunista várostervezés mintaszerű példája.

## Történelem
A 20. századig jelentéktelen település volt, majd 1927-ben gazdag olaj- és földgázmezőt fedeztek fel a közelben, a Myzeqeja síkján, melynek kiaknázására 1941-ig az olasz AIPA cég nyert koncessziót. Enver Hoxha szovjet segítséggel az albán olajipar központjává tette (neve 1950-től 1990-ig Sztálinváros, albánul: Qytet Stalin / Qyteti Stalin volt). Ugyanakkor katonai repülőtér is épült a városban, ezért egészen a rendszerváltásig a külföldiek elől lezárt terület volt. Mára olasz, amerikai, brit és albán cégeknek privatizálták az olajfinomító létesítményeket és az erőművet. Kuçovában súlyos környezetvédelmi és közegészségügyi problémát jelent az elmúlt fél évszázad ipari tevékenysége, nagy az asztmával vagy neurológiai problémával születettek aránya. A városnak számos múzeuma és albánia viszonylatban sok zöldterülete van, híres parkja a Të Pishat.
1. ↑  Thomas Brinkhoff: Albania: Prefectures and Major Cities - Population Statistics, Maps, Charts, Weather and Web Information. Citypopulation.de . [2022. november 20-i dátummal az eredetiből archiválva]. (Hozzáférés: 2024. július 20.)